# Sourcil
Ne doit pas être confondu avec Cil.
Pour les articles homonymes, voir Sourcil (homonymie).

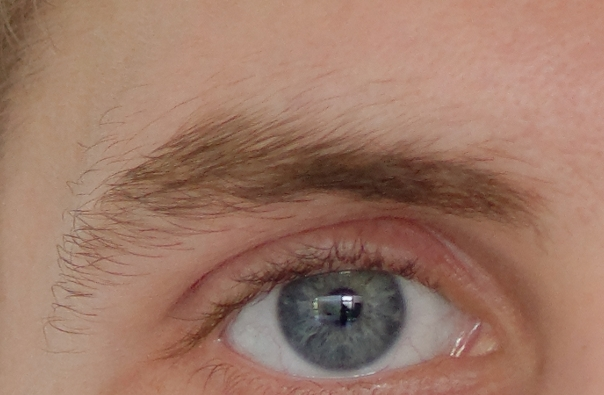
Sourcil au-dessus d'un œil masculin droit.

Le sourcil est une zone pileuse du visage humain située sur un « coussinet adipeux » au niveau de l'arcade sourcilière, au-dessus de chacun des deux yeux. Sa partie externe est appelée queue de sourcil, et sa partie interne tête de sourcil.
La peau du sourcil contient les follicules pileux qui donnent naissance aux poils, mais aussi des glandes sébacées ou sudoripares. Ce coussinet, aussi dit ROOF par les anglophones (pour « retro-orbicularis oculus fat ») a été défini comme syssarcose et en tant qu'unité anatomique et fonctionnelle (par M. Charpy en 1909). Ses caractéristiques anatomiques varient selon le sujet et avec l'âge, de même que sa forme. La reconstruction chirurgicale et par greffe d'un sourcil (par exemple à la suite d'une brûlure grave) est dite ophriopoïése.
Sa fonction principale est la communication et l'expression des sentiments grâce aux muscles de la mimique. Il participe à la communication non verbale. C'est l'une des parties du visage qui est traitée par la chirurgie esthétique ou à l'aide d'injections de toxines botuliques.
Ils ont aussi comme fonction, de dévier une bonne partie de la sueur coulant du front vers les yeux, à l'instar des gouttières.

## Risque de confusion
Le sourcil cotyloïdien est un élément de l'articulation des hanches,.

## Variations

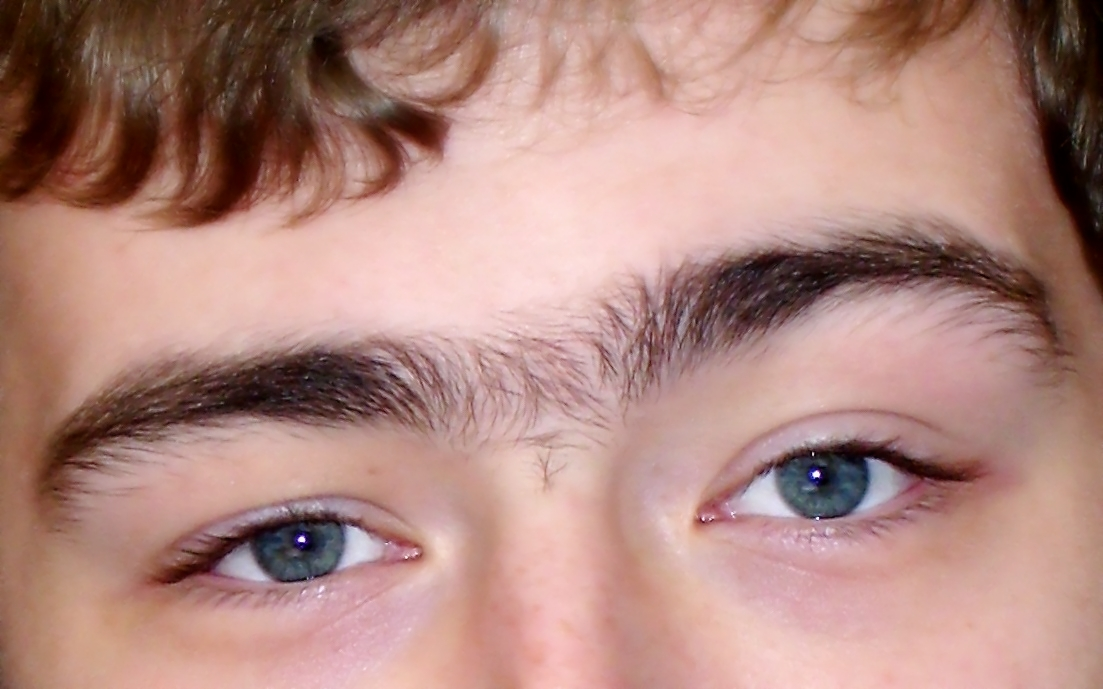
Pilosité continue entre les sourcils, dite "Synophridie" (ou monosourcil)

Certaines personnes ont entre les sourcils, au niveau de la glabelle, une pilosité variable, la « taroupe ») parfois suffisamment importante pour former une continuité entre les deux sourcils[réf. nécessaire], ce qui est appelé synophridie ou monosourcil.

## Rôle

### Expression
Les sourcils sont mobilisés par les muscles de la mimique afin d'exprimer des sentiments, comme la colère, la confusion, l'étonnement ou le dédain. Selon les personnes, les sourcils sont mobiles simultanément ou indépendamment. Dans le deuxième cas, ceci permet d'exprimer une plus grande gamme d'émotions.

### Protection
Les sourcils servent à protéger les yeux de la pluie et d'autres gouttes comme la sueur et, en général, des agressions extérieures telles que la poussière ou le sable : en effet, un être humain froncera automatiquement des sourcils afin d'éviter de blesser ses yeux.[réf. nécessaire]

## Pathologie
- La perte des poils du sourcil est dite « alopécie du sourcil ». Sauf en cas dalopécie peladique[10] ou de plaques d'alopécie cicatricielle fortement fibreuses[10], elle peut être traitée par des greffes folliculaires[11], de même en cas de chirurgie reconstructrice (microgreffe capillaire[12]). Des greffons composites du cuir chevelu peuvent être utilisés[5]
- Une douleur anormale peut évoquer une céphalée cervicogénique[13].
- Certaines anomalies peuvent être d'origine génétique, en lien éventuel à une anomalie de conformation des paupières[14]
- La peau du sourcil peut subir la plupart des pathologies cutanées, dont kystes épidermoïde ou dermoïdes (tumeurs congénitales du groupe des choristomes[2] et autres  tumeurs[15],[16] ; les formes dites orbitaires sont plus sérieuses car plus proches de l'œil et plus difficiles à opérer[17],[18],[19] et plus difficiles à bien identifier par le diagnostic différentiel. Ces tumeurs sont généralement traitées par la chirurgie[20]
- ptôse du sourcil, qui correspond à une position anormalement basse du sourcil, souvent accompagnée d'une psôse de la paupière, parfois consécutive à une paralysie faciale[21].
- certaines anomalies sourcillaires (des rebords infra et supraorbitaires) se traduisant par exemple par une ptose fronto-sourcilière peuvent en réalité être induites par une anomalie dentaire (occlusion dentaire, ou même une simple malposition), car la région orbitaire et l'occlusion dentaire sont anatomiquement et biomécaniquement liées (l'os basal du maxillaire, parce qu'il abrite le sinus est « reporté plus haut en regard de la région orbitaire »[22].

## Culture

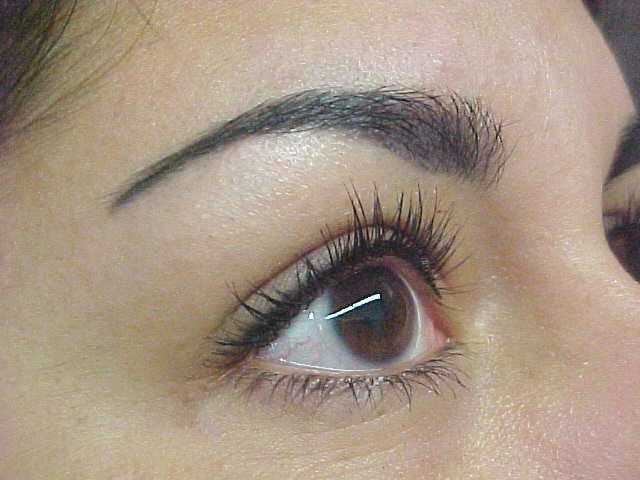
Sourcil féminin épilé, avec un maquillage permanent (tatouage)

Dans certaines cultures, certains hommes ou femmes choisissent d'accentuer leur regard en s'épilant les sourcils à l'aide d'une pince à épiler ou à la cire, donnant ainsi une forme précise, simple ou artistique aux sourcils. Contrairement à toute autre zone à épiler (aisselles, jambes, maillot), les sourcils s'épilent généralement au sortir de la douche, quand les pores sont dilatés, et en arrachant les poils dans le sens de la pousse, afin d'éviter l'apparition de poils incarnés et autres blessures peu esthétiques. 
On peut également les « retracer » à l'aide de maquillage et de crayons spécialisés.
D'autres personnes choisissent de décorer leurs sourcils en y ajoutant des piercings. Ceux-ci peuvent être dangereux car à l'origine de rejets ou d'infections de la zone oculaire.

### Dans la littérature
- Plus symboliquement, dans la poésie persane (Hafez, Omar Khayyam), les sourcils et les cils jouent un rôle important dans la séduction, au même titre que le regard.
- On retrouve aussi un poème médiéval célèbre qui fait office de blason : Le sourcil, par Maurice Scève.